# Cordia sonorae
Cordia sonorae là loài thực vật có hoa trong họ Mồ hôi. Loài này được N.E.Rose mô tả khoa học đầu tiên năm 1891.